# Powstanie chochołowskie
Powstanie chochołowskie („insurekcja pod Tatrami”, w gwarze „poruseństwo”) – wystąpienie zbrojne górali z Chochołowa, Cichego, Dzianisza i Witowa mające miejsce 21 lutego 1846 roku, skierowane przeciwko uciskowi dworskiemu i władzom austriackim. Zorganizowane przez Jana Kantego Andrusikiewicza (nauczyciela i organistę), Juliana Goslara (poetę) oraz trzech księży wikariuszy: Józefa Kmietowicza z Chochołowa, Michała Głowackiego i Michała Janiczaka z Szaflar.

## Historia powstania
Powstanie zostało przygotowane przez Centralizację – czyli władzę najwyższą Towarzystwa Demokratycznego z Ludwikiem Mierosławskim na czele (w Galicji przygotowaniami kierował 24-letni Edward Dembowski) i miało zacząć się razem z ogólnonarodowym powstaniem, które jednak zostało odwołane (wiadomość o tym nie dotarła do Chochołowa). Górale prowadzący spór o grunty z ziemianinem Kajetanem Borowskim dość łatwo dali przekonać się do buntu przeciwko władzy austriackiej, którą wykorzystywał w sporze Borowski.
Niewielkie powstanie w Chochołowie wybuchło wieczorem 21 lutego 1846 roku. Powstańcy w liczbie około 30 osób z księdzem Kmietowiczem i organistą Andrusikiewiczem na czele zdobyli posterunek straży finansowej w Chochołowie, gdzie znaleźli broń. Następnie opanowali komorę celną w niedalekiej Suchej Górze, zniszczyli słupy graniczne i porąbali cesarskiego orła (Jan Zych z Chochołowa). Następnie powstańcy zdobyli podstępem posterunek straży skarbowej w Witowie oraz jeszcze tej samej nocy zarekwirowali broń z nadleśnictw w Witowie i w Kościelisku.
Powstanie zostało wkrótce (23 lutego) stłumione przy pomocy oddziałów straży z Nowego Targu oraz górali z Czarnego Dunajca. Ponad 100 powstańców uwięziono w Spielbergu, Kufsteinie i Wiśniczu. Wkrótce zostali jednak zwolnieni w związku z Wiosną Ludów w 1848 roku.
Wystąpienie chochołowskie traktuje się jako epizod powstania krakowskiego z 1846 roku.
Pamiątką tych wydarzeń jest stojąca w Chochołowie figura św. Jana Nepomucena, ustawiona tyłem do miejscowości Czarny Dunajec, której mieszkańcy pomagali stłumić powstanie. W roku 1982 z inicjatywy doktora Krzysztofa Hofmana, figura została odrestaurowana.
Jednym z uczestników powstania był Jan Krzeptowski zwany Sabałą.
Przywódcy powstania (Goslar i Andrusikiewicz) kilkukrotnie gościli w łopuszańskim dworze Leona Przerwy-Tetmajera.

## Upamiętnienie
Co roku 21 lutego Górale z Chochołowa i wsi sąsiednich upamiętniają zryw swoich przodków z 1846 roku o którym do dziś społeczność góralska mocno pamięta. Uroczystość rozpoczyna się na przykościelnym placu w Chochołowie, przed pomnikiem przy placu składane są wieńce, odbywają się przemówienia polityków, samorządowców lokalnych. Na placu przykościelnym odbywa się też rekonstrukcja powstania chochołowskiego w okrągłe rocznice.